# Korbinian Brodmann
Korbinian Brodmann (Liggersdorf, actual Alemania, 17 de noviembre de 1868 - Múnich, 22 de agosto de 1918) fue un neurólogo alemán que describió la corteza cerebral en función de 52 regiones distintas de acuerdo con su citoarquitectura (características histológicas) conocidas como las Áreas de Brodmann.

## Vida
Brodmann nació en Liggersdorf, Provincia de Hohenzollern, Alemania, y estudió medicina en Múnich, Wurzburgo, Berlín y Friburgo, donde recibió la licenciatura de Medicina en 1895. Posteriormente estudió en la Escuela de Medicina de la Universidad de Lausana, en Suiza y trabajó en la Clínica Universitaria de Múnich. Obtuvo un doctorado en medicina en la Universidad de Leipzig en 1898, con una tesis sobre la esclerosis ependimaria crónica. Entre 1900 y 1901 trabajó en la clínica psiquiátrica de la Universidad de Jena, con Ludwig Binswanger, y en el asilo mental municipal en Fráncfort. Allí conoció a Alois Alzheimer, quien influyó en su decisión de dedicarse a la investigación básica neurocientífica.
Después Brodmann comenzó a trabajar en 1901 con Cécile y Oskar Vogt en el Instituto privado "Neurobiologische Zentralstation" en Berlín, y en 1902 en el Laboratorio de neurobiología de la Universidad de Berlín. En 1915 pasó al Kaiser-Wilhelm-Institut für Hirnforschung (Instituto para la investigación del cerebro).
En 1909 publicó su investigación original sobre citoarquitectura cortical en "Vergleichende Lokalisationslehre der Großhirnrinde in ihren Prinzipien dargestellt auf Grund des Zellenbaues" (Estudios comparados de localización en la corteza cerebral, sus fundamentos representados en la base de su arquitectura celular).
En los años siguientes trabajó en la Universidad de Tubinga, donde fue habilitado como profesor de tiempo completo en 1913, y desde 1910 hasta 1916 como médico y presidente del laboratorio de anatomía en la clínica universitaria de psiquiatría. En 1916 se trasladó a Halle con el fin de trabajar en el hospital municipal Nietleben. Por último, en 1918, aceptó una invitación de la Universidad de Múnich para dirigir el grupo de histología en el Centro de Investigación Psiquiátrica.
Murió en Múnich a causa de una repentina neumonía generalizada y septicemia debida a la infección, a la temprana edad de 49 años, el 22 de agosto de 1918.

## Áreas de Brodmann
Las áreas descritas en el cerebro se conocen normalmente como áreas de Brodmann. Algunas de estas se asociaron más tarde a las funciones nerviosas, como las zonas 41 y 42 en el lóbulo temporal (relacionado con el oído), las zonas 3, 1 y 2 en el giro postcentral del lóbulo parietal (la región somatosensorial), y las áreas 17 y 18 en el lóbulo occipital (las áreas visuales primarias).

### Libros
- Korbinian Brodmann, Vergleichende Lokalisationslehre der Grosshirnrinde in ihren Prinzipien dargestellt auf Grund des Zellenbaues, Johann Ambrosius Barth Verlag, Leipzig, 1909.
- Korbinian Brodmann, Brodmann's 'Localisation in the Cerebral Cortex', Smith-Gordon, Londres, Reino Unido, 1909/1994. ISBN 1-85463-028-8. Traducción al inglés por Laurence Garey de la versión en alemán.

### Artículos
- Korbinian Brodmann (1905). «Beiträge zur histologischen Lokalisation der Grosshirnrinde: dritte Mitteilung: Die Rindenfelder der niederen Affen». Journal für Psychologie und Neurologie 4: 177-226.
- Korbinian Brodmann (1912). «Neue Ergebnisse über die vergleichende histologische Localisation der Grosshirnrinde mit besonderer Berücksichtigung des Stirnhirns». Anatomischer Anzeiger. Suplemento 41: 157-216.